# Бліфельд Давид Ісакович
Бліфельд Дави́д Іса́кович (10 жовтня 1908  — † 1966 ) — український радянський історик єврейського походження.

## Біографія
Народився у м. Волочиську (тепер Хмельницької області) в родині службовців. Трудову діяльність розпочав 1928 року, працюючи завідувачем клубу Волочиська, а потім завідувачем бібліотеки Будинку працівників освіти м. Проскурова (зараз м. Хмельницький).
У 1933 році закінчив Проскурівський технікум політосвіти і деякий час був викладачем цього технікуму. 1939 року закінчив з відзнакою історичний факультет Київського держуніверситету ім. Т. Шевченка, а в 1941 році — аспірантуру при ІА АН УРСР.
Під час німецько-радянської війни, звільнений за станом здоров'я від служби в Радянській армії, протягом 1941—1943 роках перебував в евакуації в Уфі та Москві, працюючи молодшим науковим співробітником Інституту суспільних наук, потім Інституту історії та археології АН УРСР. Перебуваючи в Уфі, вивчає археологічні старожитності Башкирії і у 1943 р. захищає кандидатську дисертацію «Археологічні пам'ятки Башкирії середини І тис. н. е.»
З 1944 року і до останніх днів життя працював старшим науковим співробітником відділу слов'янської археології ІА АН УРСР.
При роботі над Шестовицьким могильником досконально вивчив праці археолога Петра Смолічева та використав їх в подальших розкопках. Для кращого визначення знайдених артефактів звертався за літературою до археолога Галі Федорівни Корзухіної, педагога Ленінградського відділення Інституту історії СРСР.

## Творчий доробок
- «Сучасний стан археологічних та архітектурних пам'яток Чернігівщини», «Археологія», 1947[1].
- «Щодо історичної оцінки дружинних поховань в зрубових гробницях Середнього Подніпров'я IX—Х сторіч», «Радянська археологія», 1954.
- «Давньоруські пам'ятки Шестовиці», 1977. — 235 с.[2]